# القاتل الأشقر (رواية)
القاتل الأشقر هي رواية للكاتب المغربي طارق بكاري صدرت عن دار الأداب بيروت لبنان سنة 2019 ،فازت هذه الرواية بجائزة القراء الشباب للكتاب المغربي نسخة 2020 التي تنظمها شبكة القراءة بالمغرب .تقع الرواية في 326 صفحة.

## نبذة عن الرواية
تدور أحداث الرواية حول الصحفي اللبناني وليد معروف، الذي يتسلل إلى داخل تنظيم إرهابي بغرض إعداد تقرير صحفي، لكنه يجد نفسه غارقًا في عالم من العنف والتطرف. أثناء حصاره مع شخصية الأشقر، أحد أعضاء التنظيم البارزين، داخل مبنى آيل للسقوط في مدينة كوباني السورية، يبدأ الأشقر في سرد ماضيه، مستخدمًا الحكي كوسيلة لمواجهة الموت.
يحكي الأشقر قصة حياته التي تبدأ بطفولة مضطربة داخل بيئة قاسية، مرورًا بجريمة قتل يرتكبها ضد حبيبته شامة، مما يدفعه إلى الفرار عبر دول عديدة مثل المغرب، الجزائر، تونس، ليبيا، اليمن، العراق، وسوريا. في هذه الرحلة، يعيش أحداثًا متناقضة تجمع بين الحب، الألم، والقتل، ويتورط في حروب وصراعات تتشكل وفق الظروف السياسية والاجتماعية لتلك المناطق..

## أبطال الرواية
- الأشقر: مثقف يعشق الأدب لكنه قاتل، وجد نفسه في تنظيم داعش مدفوعًا بظروفه القاسية وليس بدافع ديني، يتحول عبر الأحداث من إنسان عادي إلى قاتل محترف، ويعيش صراعًا داخليًا بين إنسانيته وجرائمه.
- وليد: الصحفي اللبناني الذي يدخل اللعبة الخطرة بسبب تقرير عن داعش، ويتحول من شاب يعاقر الخمر إلى شخص يسبل اللحية ويلبس البياض، يروي قصة الأشقر بعد أن جمعتهما الظروف داخل مبنى محاصر في كوباني.
- الأخ الكبير: أمير التنظيم وزعيمه، يحمل ندوبًا نفسية من طفولته بعد مقتل والده وخيانة والدته، يسعى للانتقام من الحياة عبر قيادة الجماعة المتطرفة.
- حياة: والدة الأشقر، هربت من فضيحتها في قريتها لتجد نفسها في عالمٍ أكثر قسوة، حياتها مليئة بالمآسي التي انعكست على ابنها وجعلته يعيش التيه.
- شامة: الحبيبة التي خانته، والتي يمثل قتلها لحظة تحول رئيسية في حياة الأشقر، إذ يدفعه الحقد والتيه إلى ارتكاب أبشع الجرائم.
- آدفل: الكلب الذي يعكس رمزية الطبيعة القاسية، يحمل اسمه معنى "الثلج" بالأمازيغية، وهو مرآة لمأساة حياة في طفولتها.[6]

## أسلوب الرواية
رواية "القاتل الأشقر" تعتمد على مجموعة من الأساليب الأدبية التي تمنحها طابعًا سرديًا خاصًا يعكس عمق الشخصيات وتعقيد الأحداث. من أبرز هذه الأساليب:
- السرد الاسترجاعي (Fلاسهباچك): يعتمد الكاتب على استعادة أحداث ماضية عبر سرد الأشقر لحياته أثناء الحصار، مما يخلق ترابطًا بين الذكريات والموقف الحالي.
- التداخل الزمني: الرواية لا تسير وفق تسلسل زمني خطي، بل تتنقل بين الحاضر والماضي، مما يعزز الشعور بالضياع والتيه الذي يعيشه البطل.
- التوازي بين الشخصيات: هناك تشابه بين مصير الأشقر ووالدته حياة، حيث يعيش كل منهما تيهًا خاصًا به، مما يخلق امتدادًا بين الأجيال.
- استخدام لغة شعرية: تتميز الرواية بأسلوب سردي غني بالصور البلاغية والتشبيهات، مما يعزز البعد العاطفي والفكري لدى القارئ.
- تعدد الأصوات السردية: الرواية تُروى عبر الصحفي وليد معروف، لكنه ينقل أيضًا سرد الأشقر، مما يخلق مستويات متعددة من الرؤية للأحداث.
- التجسيد الرمزي: يتم استخدام بعض الرموز مثل شخصية آدفل، الكلب الذي يحمل دلالات حول القسوة والطبيعة المأساوية لحياة الشخصيات.

هذه الأساليب تجعل الرواية مزيجًا من السرد الواقعي والتأمل النفسي، مما يثير أسئلة حول المصير، العنف، والبحث عن الذات.

## السرد والهوية المفككة
تشكل رواية *القاتل الأشقر* نصًا اعترافيًا يشتغل على تفكيك الهوية الفردية والجماعية في آن، من خلال شخصية القاتل التي تبوح بماضيها الدموي من داخل زنزانة، في بناء سردي يقوم على الاستبطان والتداعي الذهني. وقد أشار عبد اللطيف خليل إلى أن طارق بكاري يستثمر في الرواية بنية الحكي الاعترافي لاستعراض مستويات متعددة من الانكسار الإنساني، حيث تتحول اعترافات "الأشقر" إلى مرآة لوجع جيل كامل اختنق بين الماضي والحاضر، بين الوصم والخذلان.وتعتمد الرواية على تقنية التناوب بين الأصوات السردية، خاصة من خلال الصحفي وليد معروف، الذي يتحول بدوره إلى شخصية باحثة عن الخلاص، بما يضفي على الرواية طابعًا بوليفونيًا يعكس تعدد وجهات النظر واختلاف التأويلات حول "الهوية"، وخصوصًا حول سؤال الجريمة: هل هي حتمية بيولوجية؟ أم صرخة احتجاج على واقع غير عادل؟.ويستثمر طارق بكاري المكان باعتباره مرآة للذات المهشمة، ويتجلى ذلك في عمارة "كوباني"، حيث تتقاطع الحكايات وتتورط الشخصيات في فضاء متشظٍ يحمل عبء الذاكرة الجماعية، تمامًا كما يرى سعيد أوعبو الذي يعتبر أن الرواية تشتغل على تفكيك الانتماء المكاني والنفسي في آن واحد، في ضوء مقاربات سوسيولوجية للهوية.ولا يمكن إغفال البُعد الشعري الذي تتخذه الرواية، من خلال لغة مشبعة بالمجازات والتشظي الشعوري، حيث يبدو السرد وكأنه قصيدة نثرية طويلة تروي فصول التيه البشري في وجه عالم قاسٍ. ويبدو أن بكاري هنا ينهل من التقاليد الوجودية التي تعلي من صوت الذات المنكسرة والباحثة عن معنى في عالم لا معنى له.وبهذا، تقدم *القاتل الأشقر* مثالاً دالًا على كيف يمكن للأدب الاعترافي أن يعيد مساءلة التاريخ الشخصي والجمعي، لا عبر الحقائق المجردة، بل عبر البوح الرمزي واللغة المجروحة التي تفضح هشاشة الإنسان في مواجهة دوامة العنف والخذلان.

## التطرف والعنف الرمزي
تناقش رواية *القاتل الأشقر* لطارق بكاري ظاهرة العنف من منظور فردي متشظٍ، حيث تتحول السيرة الذاتية للقاتل إلى فضاء رمزي يعكس إخفاق المجتمع في احتواء شبابه، وغياب آليات الفهم والتأطير، ما يترك الأفراد فريسة سهلة للضياع أو التطرف.فالرواية تسلط الضوء على هشاشة البنى الاجتماعية والنفسية التي قد تدفع شابًا مثل "الأشقر" إلى هاوية الجريمة، دون أن يكون مجرمًا بالفطرة، بل ضحية لظروف متداخلة من الفقر، القهر الأسري، وسوء الحظ الوجودي.ويرى الناقد إبراهيم الأزرق أن الرواية تطرح مشكلة التطرف الديني أو الفكري، ولكن بشكل موارب، إذ لا تظهر الجماعات أو المرجعيات بشكل مباشر، بل يتم التركيز على الجانب النفسي والوجداني للمجرم. وهذا يجعل من "القاتل الأشقر" أقرب إلى دراسة سيكولوجية منها إلى وثيقة اجتماعية، وهو خيار فني يُحسب للكاتب، لكنه يجعل الرواية أحيانًا تنزلق نحو التعميم أو الفردانية المطلقة.تقوم الرواية على ثنائية "الاعتراف" و"الإدانة الذاتية"، في مناخ لغوي مغمور بالأسى والانكسار، حيث تبرز شخصية الأم "حياة" كمركز للألم الرمزي، وتمثل الصراع بين الحنان المطلق والخذلان الكوني، وهو ما يخلّف عند القاتل رغبة دائمة في الانتقام من العالم ككل. وتشتغل اللغة في هذا السياق كبنية رمزية، إذ تصير الكلمات وسيلة للبوح، لا للزينة، كما يشير عبد اللطيف خليل إلى أن طارق بكاري "يكتب بالعظام لا بالحبر".أخيرًا، يمكن القول إن "القاتل الأشقر" ليست فقط رواية عن قاتل، بل عن نظام كامل من العلاقات المشوهة التي تُنتج العنف الرمزي قبل الفعلي، وتؤسس لمنظومة من الانكسارات الوجودية التي قد تنتهي بسقوط الذات في هوة الانهيار، وهو ما تعكسه الرواية ببراعة سردية وإنسانية عالية.

## اقتباسات
حول هوس الانتقام: "تحول التفكير في الثأر الى هوس ، والهوس الى تخطيط …. كان الأمر الوحيد الذي يقلل من وطأة الآلام النفسية ، التي لا أنفك أكابدها صباح مساء ، هو التفكير الممض في أن أهتدي الى طريقة أنتقم بها من كل أولئك الذين دقوا في القلب مساميرهم ، ووخزوا الروح بأشواك خيانتهم المسننة." (ص 108)

عن علاقة الأشقر بليلى روند: "كنا أجمل عاشقين ، كنا زهرتين هزتا تراب هذه الأرض المقبرة ونمتا متعانقتين … ما الذي دفعها إلى أن تقترف هذه الحماقة؟" (ص 248)